# (74192) 1998 RV45
(74192) 1998 RV45 – planetoida z pasa głównego asteroid okrążająca Słońce w ciągu 4,22 lat w średniej odległości 2,61 j.a. Odkryta 14 września 1998 roku.